# Wilhelm Uloth
Adam Heinrich Wilhelm Uloth (* 1. März 1804 in Homberg; † 11. April 1885 in Wehlheiden) war ein deutscher Kommunalpolitiker, Jurist und Regierungsrat.

## Leben
Wilhelm Uloth war der Sohn des Amtsschultheißen Adam Heinrich Uloth und dessen Ehefrau Juliane geborene Ledderhose. Uloth, der evangelisch-reformierter Konfession war, heiratete ca. 1834 oder früher wahrscheinlich in Lich, Rebecca Wilhelmine Schellhart (* ca. 1806/08; † 7. März 1866 in Witzenhausen), die Tochter des großherzoglich hessischen Hauptmanns Schellhart.
Uloth studierte ab 1824 Rechtswissenschaften in Marburg und war 1839 Obergerichtsanwalt in Marburg an der Lahn. Wilhelm Uloth war vom 4. November 1846 bis zum 13. Oktober 1850 Oberbürgermeister von Marburg. Während der Tumulte im Rathaus gegen die Musterung, bei der die Wände umgeworfen und einige Fenster eingeworfen wurden, weigerte sich Uloth, die Bürgergarde zu rufen. Uloth ersetzte auch den verhassten Polizeidirektor Wangemann und seinen Polizeiwachtmeister „Eisenschmidt“, der viele Menschen drangsaliert hatte. Uloth wurde 1850 als linksliberaler Oberbürgermeister zusammen mit dem liberalen Polizeidirektor Siegmund Ungewitter vom Ministerium abgesetzt. 1850 gehörte er dem Volkshaus des Erfurter Unionsparlaments an.
Neunmal stellten die Bürger den linksliberalen Brauer David Lederer für das Amt des Oberbürgermeisters dem Ministerium vor, das ihn neunmal nicht akzeptierte und erst die Bestimmung des jungen Assessors Rudolph annahm. Was Ungewitter nach diesem Berufsverbot gemacht hat, ist unklar.
1850 wurde er Bezirksdirektor des Oberverwaltungsbezirks Hersfeld. Ab 1851 war er Landrat im Kreis Hersfeld, ab 1853 Landrat im Kreis Kirchhain und 1856 bis 1868 des Kreises Witzenhausen. Später lebte er in Wehlheiden bei Kassel.
Vor 1856 ist Uloth in Kirchhain tätig. Dort wirkte in der Zeit des Vormärz der Weltreisende und linksliberale Bürgermeister Scheffer. Dieser beteiligte sich an der Verteilung der zweiten Auflage des Hessischen Landboten von Georg Büchner und Pfarrer Friedrich Ludwig Weidig, die der Marburger Arzt Leopold Eichelberg überarbeitet und in der Elwertschen Druckerei in Marburg hatte drucken lassen. Alle Beteiligten, derer das Innenministerium habhaft werden konnte, erhielten hohe Gefängnisstrafen. Wegen dieser Kooperation wurde Scheffer zu mehrjähriger Haft verurteilt und beging infolge der Haftbedingungen im Gefängnis Selbstmord. Eichelberg erhielt 13 Jahre Haft, von denen er zwei in Marburg, neun in Spangenberg und anderthalb Jahre in Kassel absaß. Uloth hatte aufgrund der Nähe Marburgs zu Kirchhain Kontakt zu linksliberalen Bürgern hatte und in welcher Funktion er dort wirkte, ist unklar.
Als sich der hessische Kurfürst Friedrich Wilhelm I. im Krieg zwischen Österreich und Preußen für die österreichische Seite entschied, verlor er sein Land. Nach der Annexion Kurhessens durch Preußen wurde Adam Heinrich Wilhelm Uloth am 7. November 1867 im Wahlkreis Kassel-Witzenhausen zum Abgeordneten in das Preußische Abgeordnetenhaus gewählt. Er war dort zunächst Mitglied der Fraktion der NLP und war ab dem 6. Oktober 1869 fraktionslos. Bei der Reichstagswahl 1874 war er Kandidat der althessischen Partikularisten im Reichstagswahlkreis Regierungsbezirk Kassel 5.